# Dvořisko (Kravaře)
Dvořisko (1880 Dvoříště, německy Oppahof, polsky Dworzysko) je bývalá obec a v současnosti část města Kravaře v okrese Opava. Nachází se na jihu Kravař, od kterých ho odděluje řeka Opava. Prochází zde silnice II/467. V roce 2009 zde bylo evidováno 97 adres. V roce 2001 zde trvale žilo 367 obyvatel.
Dvořisko leží v katastrálním území Kravaře ve Slezsku o výměře 19,37 km2.

## Historie
První písemná zmínka o obci pochází z roku 1770.

## Osobnosti
- Ludmila Hořká (Marie Šindelářová) – byla česká spisovatelka, publicistka a folklóristka

## Pamětihodnosti
- Kaple sv. Michaela

## Galerie

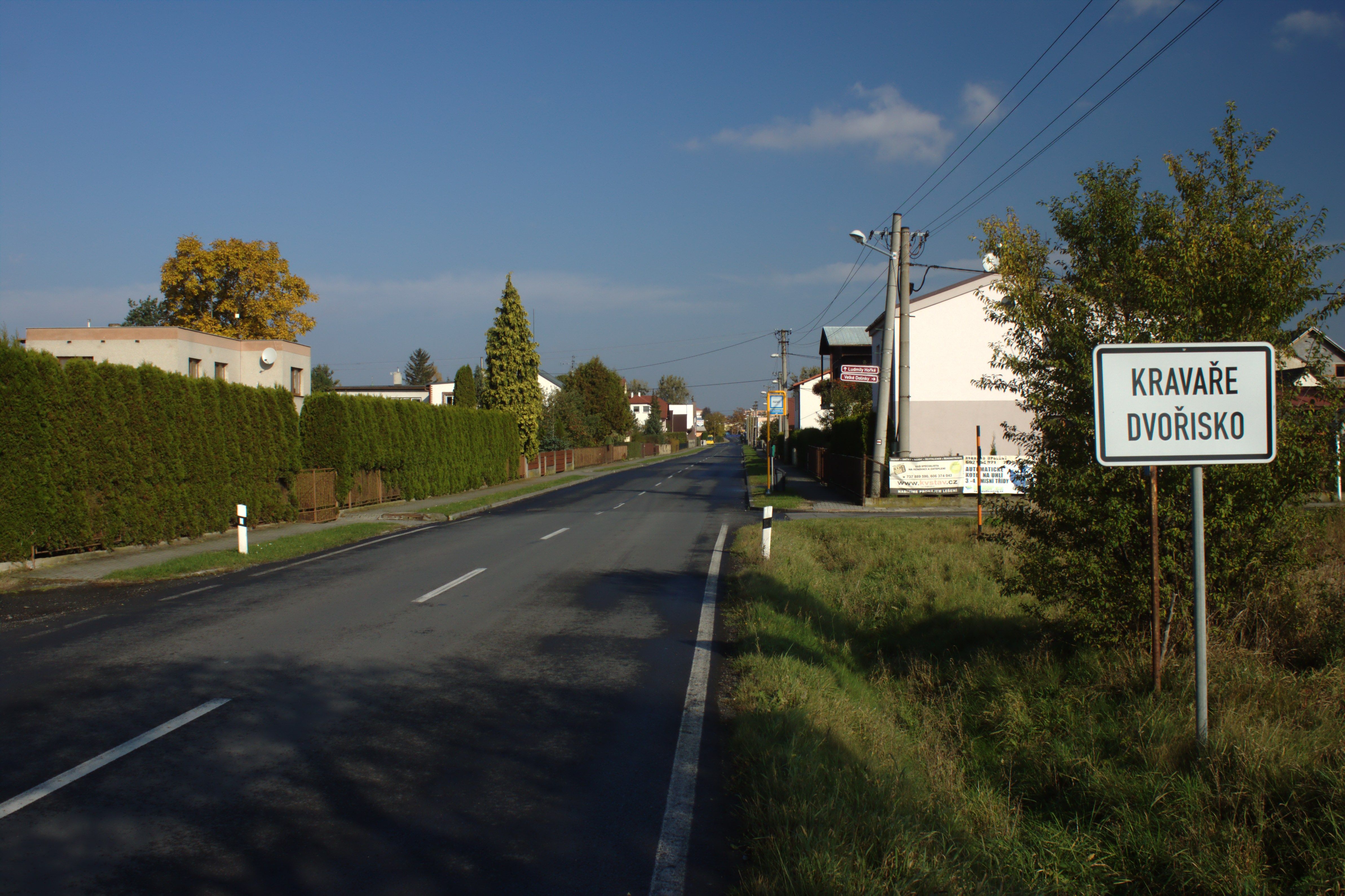
Silnice
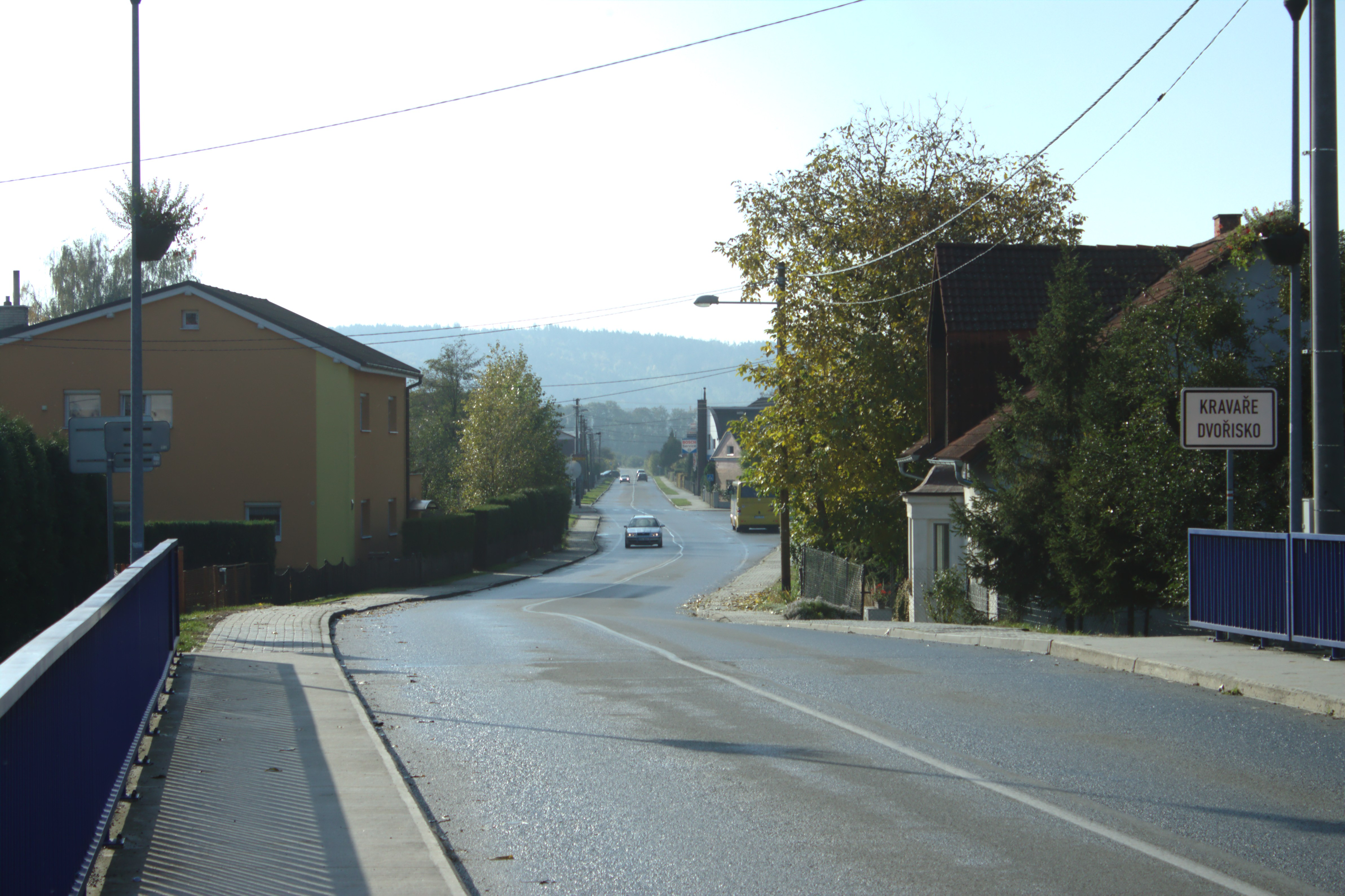
Silnice
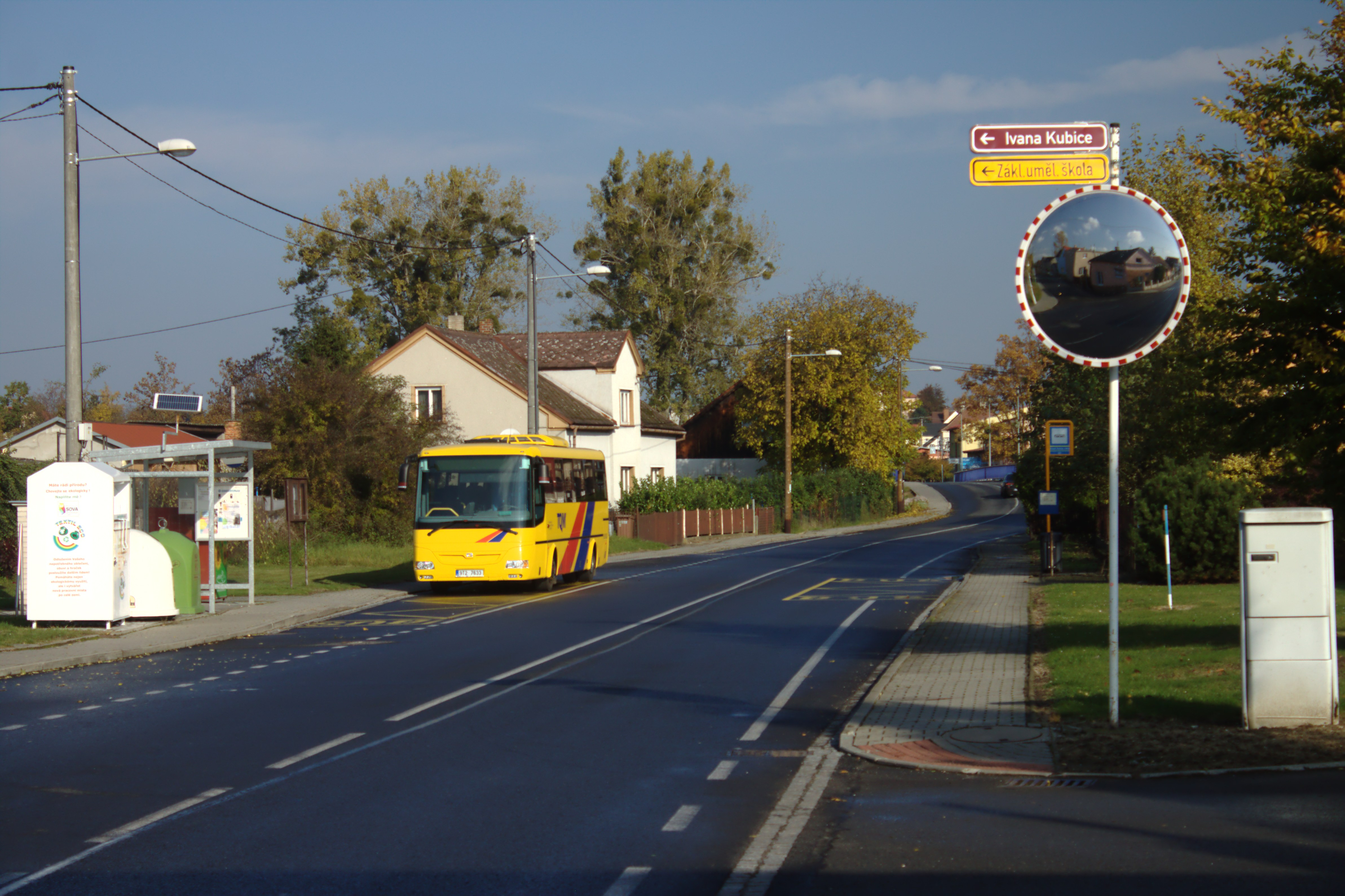
Autobus v zastávce